# شخص سال

شما (You) به عنوان شخصیت سال ۲۰۰۶ (میلادی)

شخص سال (به انگلیسی: Person of the Year) عنوانی است که مجله تایم هفته‌نامه آمریکایی از سال ۱۹۲۷ (میلادی) هر ساله به کسی که در سال سپری شده بیشترین توجه مثبت یا منفی را برانگیخته باشد اعطا می‌کند. تا سال ۱۹۸۸ (میلادی) این عنوان مرد سال نام داشت.

## اشخاص سال
| سال  | عکس | انتخاب                            | انتخاب                                       | عمر        | ملاحظات |
| ---- | --- | --------------------------------- | -------------------------------------------- | ---------- | --- |
| ۱۹۲۷ |     | چارلز لیندبرگ                     | ایالات متحده آمریکا                          | ۱۹۰۲–۱۹۷۴  | خلبان نخستین پرواز بر فراز اقیانوس اطلس از نیویورک به پاریس |
| ۱۹۲۸ |     | والتر کرایسلر                     | ایالات متحده آمریکا                          | ۱۸۷۵–۱۹۴۰  | در سال ۱۹۲۸، کرایسلر اقدام به ادغام شرکت کرایسلر با داج کرد و پس از آن کار بر روی ساختمان کرایسلر را آغاز نمود. |
| ۱۹۲۹ |     | اون دی یانگ                       | ایالات متحده آمریکا                          | ۱۸۷۴–۱۹۶۲  | یانگ مدیریت کمیته‌ای را برعهده داشت که نقشه یانگ را در سال ۱۹۲۹ نوشت. این نقشه، برنامه‌ای برای توافق بر سر جبران خسارت‌های آلمان پس از جنگ جهانی اول بود.                                                                                             |
| ۱۹۳۰ |     | ماهاتما گاندی                     | راج بریتانیا                                 | ۱۸۶۹–۱۹۴۸  | گاندی رهبر جنبش استقلال هند بود. در سال ۱۹۳۰، او رژه نمک را رهبری کرد که تظاهراتی ۲۴۰ مایلی در اعتراض به وضع مالیات بر نمک توسط راج بریتانیا بود.                                                                                                  |
| ۱۹۳۱ |     | پیر لاوال                         | فرانسه                                       | ۱۸۸۳–۱۹۴۵  | لاوال در سال ۱۹۳۱ به عنوان اولین نخست‌وزیر فرانسه انتخاب شد. در آن زمان، او به علت مخالفت با استمهال هوور، که توقف موقت پرداخت قرض‌های جنگ جهانی اول بود، در رسانه‌های آمریکا محبوبیت داشت.                                                           |
| ۱۹۳۲ |     | فرانکلین دلانو روزولت             | ایالات متحده آمریکا                          | ۱۸۸۲–۱۹۴۵  | روزولت انتخابات ۱۹۳۲ آمریکا را با اختلاف زیادی نسبت به رقیبش، هربرت هوور، برنده شد. |
| ۱۹۳۳ |     | هیو ساموئل جانسون                 | ایالات متحده آمریکا                          | ۱۸۸۲–۱۹۴۲  | در سال ۱۹۳۳، جانسون به عنوان مدیر اداره ملی بهبود انتخاب شد. روزولت به او وظیفه گرد هم آوردن صنعت، کار و دولت و تعیین قیمت‌ها را داد. |
| ۱۹۳۴ |     | فرانکلین دلانو روزولت             | ایالات متحده آمریکا                          | ۱۸۸۲–۱۹۴۵  | رئیس‌جمهور ایالات متحده آمریکا ۱۹۳۳–۱۹۴۵. در سال ۱۹۳۴، سیاست‌های اصلاحی روزولت شروع به نتیجه دادن کرده بود. |
| ۱۹۳۵ |     | هایله سلاسی                       | امپراتوری اتیوپی                             | ۱۸۹۲–۱۹۷۵  | سیلاسی در ۱۹۳۵ و هنگام حمله نیروهای ایتالیایی به اتیوپی، امپراتور اتیوپی بود. |
| ۱۹۳۶ |     | والیس سیمپسون                     | ایالات متحده آمریکا                          | ۱۸۹۶–۱۹۸۶  | در سال ۱۹۳۶، رابطهٔ سیمپسون و ادوارد هشتم باعث شد ادوارد هشتم پادشاهی بریتانیا را رها کند. |
| ۱۹۳۷ |     | چیانگ کای‌شک                       | جمهوری چین (۱۹۴۹–۱۹۱۲)                       | ۱۸۸۷–۱۹۷۵  | چانگ، هنگام وقوع جنگ دوم چین و ژاپن، رئیس‌جمهور چین بود. |
| ۱۹۳۷ |     | سونگ می لینگ                      | جمهوری چین (۱۹۴۹–۱۹۱۲)                       | ۱۸۹۸–۲۰۰۳  | سونگ از سال ۱۹۲۷ تا هنگام مرگ چیانگ کای‌شک در سال ۱۹۷۵، همسر وی بود. سونگ و کای‌شک توسط مجله به عنوان «مرد و همسر سال» ۱۹۳۷ شناخته شدند. |
| ۱۹۳۸ |     | آدولف هیتلر                       | آلمان نازی                                   | ۱۸۸۹–۱۹۴۵  | به عنوان صدراعظم آلمان، هیتلر در سال ۱۹۳۸ طی دو توفق‌نامه آنشلوس و مونیخ به ترتیب اقدام به اتحاد آلمان با اتریش و سودتنلند کرد. |
| ۱۹۳۹ |     | ژوزف استالین                      | اتحاد جماهیر شوروی                           | ۱۸۷۸–۱۹۵۳  | در سال ۱۹۳۹، استالین دبیرکل حزب کمونیست اتحاد جماهیر شوروی و عملاً رهبر شوروی بود. او پیش از اشغال لهستان شرقی اقدام به امضای پیمان عدم تجاوز با آلمان نازی کرد.                                                                                    |
| ۱۹۴۰ |     | وینستون چرچیل                     | بریتانیا                                     | ۱۸۷۴–۱۹۶۵  | چرچیل در سال ۱۹۴۰ و هنگام تخلیه دانکرک و نبرد بریتانیا، نخست‌وزیر بریتانیا بود. |
| ۱۹۴۱ |     | فرانکلین دلانو روزولت             | ایالات متحده آمریکا                          | ۱۸۸۲–۱۹۴۵  | روزولت در سال ۱۹۴۱ و هنگام حمله ژاپن به پرل هاربر، اعلان جنگ به ژاپن و در نتیجهٔ آن ورود ایالات متحده به جنگ جهانی دوم، رئیس‌جمهور ایالات متحده آمریکا بود.                                                                                          |
| ۱۹۴۲ |     | ژوزف استالین                      | اتحاد جماهیر شوروی                           | ۱۸۷۸–۱۹۵۳  | در سال ۱۹۴۲، استالین دبیرکل حزب کمونیست اتحاد جماهیر شوروی و نخست‌وزیر اتحاد شوروی در هنگام نبرد استالینگراد بود. |
| ۱۹۴۳ |     | جورج مارشال                       | ایالات متحده آمریکا                          | ۱۸۸۰–۱۹۵۹  | به عنوان فرماندهی ستاد مشترک ارتش ایالات متحده، ژنرال جورج مارشال نقش کلیدی در در ساماندهی اقدامات ایالات متحده در جنگ جهانی دوم داشت. |
| ۱۹۴۴ |     | دوایت آیزنهاور                    | ایالات متحده آمریکا                          | ۱۸۹۰–۱۹۶۹  | آیزنهاور فرمانده کل نیروهای متفقین در جبهه اروپا در هنگام عملیات اورلرد بود. |
| ۱۹۴۵ |     | هری ترومن                         | ایالات متحده آمریکا                          | ۱۸۸۴–۱۹۷۲  | ترومن پس از مرک فرانکلین روزولت به ریاست جهمهوری ایالات متحده رسید. وی فرمان بمباران اتمی هیروشیما و ناگاساکی صادر کرد. |
| ۱۹۴۶ |     | جیمز اف. بیرنز                    | ایالات متحده آمریکا                          | ۱۸۷۹–۱۹۷۲  | بیرنز وزیر امور خارجه ایالات متحده در زمان بحران ۱۹۴۶ ایران بود که طی آن موضعی محکم در مقابل استالین اتخاذ کرد. سخنرانیش در آلمان دربارهٔ سیاست‌های آمریکا و رد کردن طرح مورگنتاو (حذف کامل آلمان) امیدی تازه به مردم آلمان برای آینده بخشید.        |
| ۱۹۴۷ |     | جورج مارشال                       | ایالات متحده آمریکا                          | ۱۸۸۰–۱۹۵۹  | جورج مارشال به عنوان وزیر امور خارجه ایالات متحده، معمار طرح مارشال بود. |
| ۱۹۴۸ |     | هری ترومن                         | ایالات متحده آمریکا                          | ۱۸۸۴–۱۹۷۲  | ترومن در یکی از غافلگیرانه‌ترین انتخابات تاریخ ایالات متحده، مجدداً به ریاست جمهوری برگزیده شد. |
| ۱۹۴۹ |     | وینستون چرچیل                     | بریتانیا                                     | ۱۸۷۴–۱۹۶۵  | چرچیل بریتانیا و متفقین را در پیروزی در جنگ جهانی دوم رهبری کرد و به عنوان «مرد نیم صده» معرفی شد. |
| ۱۹۵۰ |     | نیروهای نظامی ایالات متحده آمریکا | ایالات متحده آمریکا                          |            | نماینده آمریکا در جنگ کره (۱۹۵۰–۱۹۵۳) |
| ۱۹۵۱ |     | محمد مصدق                         | ایران                                        | ۱۸۸۲–۱۹۶۷  | مصدق در سال ۱۹۵۱ به نخست‌وزیری ایران انتخاب شد و با اخراج شرکت‌های نفتی غربی، باعث آغاز بحران نفتی ایران شد. |
| ۱۹۵۲ |     | الیزابت دوم                       | بریتانیا                                     | ۲۰۲۲–۱۹۲۶  | در سال ۱۹۵۲ و پس از مرگ پدرش جورج ششم، الیزابت بر تخت سلطنت بریتانیا نشست. |
| ۱۹۵۳ |     | کنراد آدناور                      | آلمان غربی                                   | ۱۸۷۶–۱۹۶۷  | صدراعظم آلمان غربی |
| ۱۹۵۴ |     | جان فاستر دالس                    | ایالات متحده آمریکا                          | ۱۸۸۸–۱۹۵۹  | |
| ۱۹۵۵ |     | Harlow Curtice                    | ایالات متحده آمریکا                          | ۱۸۹۳–۱۹۶۲  | رئیس جنرال موتورز |
| ۱۹۵۶ |     | انقلاب ۱۹۵۶ مجارستان              | مجارستان                                     |            | انقلاب ۱۹۵۶ مجارستان |
| ۱۹۵۷ |     | نیکیتا خروشچف                     | اتحاد جماهیر شوروی                           | ۱۸۹۴–۱۹۷۱  | پرتاب اسپوتنیک-۱ |
| ۱۹۵۸ |     | شارل دو گل                        | فرانسه                                       | ۱۸۹۰–۱۹۷۰  | |
| ۱۹۵۹ |     | دوایت آیزنهاور                    | ایالات متحده آمریکا                          | ۱۸۹۰–۱۹۶۹  | رئیس‌جمهور آمریکا ۱۹۵۳–۱۹۶۰ |
| ۱۹۶۰ |     | دانشمندان آمریکایی                | ایالات متحده آمریکا                          |            | از جمله جرج بیدل، چارلز استارک دراپر، جان اندرز، دونالد آرتور گلایزر، جاشوآ لدربرگ، ویلارد لیبای، لینوس پنخستینگ، ادوارد میلز پورسل، ایزیدور ایزاک رابی، امیلیو گینو سگر، ویلیام شاکلی، ادوارد تلر، چارلز هارد تاونز، جیمز وان آلن ورابرت وودوارد. |
| ۱۹۶۱ |     | جان اف. کندی                      | ایالات متحده آمریکا                          | ۱۹۱۷–۱۹۶۳  | دستور عملیات خلیج خوک‌ها را داد |
| ۱۹۶۲ |     | ژان بیست‌وسوم                      | سریر مقدس/ ایتالیا                           | ۱۸۸۱–۱۹۶۳  | میانجی‌گر بحران موشکی کوبا |
| ۱۹۶۳ |     | مارتین لوتر کینگ جونیور           | ایالات متحده آمریکا                          | ۱۹۲۹–۱۹۶۸  | رهبر جنبش حقوق مدنی آمریکایی‌های آفریقایی‌تبار (۶۸-۱۹۵۵) |
| ۱۹۶۴ |     | لیندون بی. جانسون                 | ایالات متحده آمریکا                          | ۱۹۰۸–۱۹۷۳  | رئیس‌جمهور آمریکا |
| ۱۹۶۵ |     | ویلیام وستمورلند                  | ایالات متحده آمریکا                          | ۱۹۱۴–۲۰۰۵  | فرمانده آمریکا در ویتنام جنوبی |
| ۱۹۶۶ |     | بیبی‌بومر                          |                                              |            | مردان و زنان آمریکایی زیر ۲۵ سال |
| ۱۹۶۷ |     | لیندون بی. جانسون                 | ایالات متحده آمریکا                          | ۱۹۰۸–۱۹۷۳  | رئیس‌جمهور آمریکا ۱۹۶۳–۱۹۶۹ |
| ۱۹۶۸ |     | فضانوردان آپولو ۸                 | ایالات متحده آمریکا                          |            | (ویلیام آندرس، فرانک بورمن و جیم لوول) نخستین انسان‌هایی که در مدار زمین چرخیدند |
| ۱۹۶۹ |     | ایالت‌های میانی آمریکا             | ایالات متحده آمریکا                          |            | |
| ۱۹۷۰ |     | ویلی برانت                        | آلمان غربی                                   | ۱۹۱۳–۱۹۹۲  | صدراعظم آلمان |
| ۱۹۷۱ |     | ریچارد نیکسون                     | ایالات متحده آمریکا                          | ۱۹۱۳–۱۹۹۴  | ریس جمهور آمریکا ۱۹۶۹–۱۹۷۳ |
| ۱۹۷۲ |     | ریچارد نیکسون                     | ایالات متحده آمریکا                          | ۱۹۱۳–۱۹۹۴  | |
| ۱۹۷۲ |     | هنری کسینجر                       | ایالات متحده آمریکا                          | ۱۹۲۳–      | مشاور امنیت ملی آمریکا |
| ۱۹۷۳ |     | جان سیریکا                        | ایالات متحده آمریکا                          | ۱۹۰۴–۱۹۹۲  | قاضی ارشد ناحیه کلمبیا |
| ۱۹۷۴ |     | فیصل بن عبدالعزیز                 | عربستان سعودی                                | ۱۹۰۶–۱۹۷۵  | |
| ۱۹۷۵ |     | زنان آمریکایی                     | ایالات متحده آمریکا                          |            | از جمله بتی فورد، Ella Grasso، Carla Hills, Barbara Jordan، بیلی جین کینگ، Carol Sutton، سوزی شارپ، و Addie Wyatt. |
| ۱۹۷۶ |     | جیمی کارتر                        | ایالات متحده آمریکا                          | ۱۹۲۴–      | رئیس‌جمهور آمریکا |
| ۱۹۷۷ |     | انور سادات                        | مصر                                          | ۱۹۱۸–۱۹۸۱  | عادی ساز روابط مصر و اسرائیل |
| ۱۹۷۸ |     | دنگ ژیائوپینگ                     | چین                                          | ۱۹۰۴–۱۹۹۷  | رهبر دوفاکتوی چین |
| ۱۹۷۹ |     | سید روح‌الله خمینی                 | ایران                                        | ۱۹۰۲–۱۹۸۹  | خمینی با رهبری انقلاب ۱۳۵۷ ایران، خود را به عنوان رهبر ایران تثبیت کرد. |
| ۱۹۸۰ |     | رونالد ریگان                      | ایالات متحده آمریکا                          | ۱۹۱۱–۲۰۰۴  | رئیس‌جمهور آمریکا |
| ۱۹۸۱ |     | لخ والسا                          | لهستان                                       | ۱۹۴۳–      | رهبر اتحادیه همبستگی سولیدارنوشچ |
| ۱۹۸۲ |     | رایانه شخصی                       |                                              |            | Machine of the Year |
| ۱۹۸۳ |     | رونالد ریگان                      | ایالات متحده آمریکا                          | ۱۹۱۱–۲۰۰۴  | مسئول تهاجم آمریکا به گرانادا و ابتکار دفاع استراتژیک |
| ۱۹۸۳ |     | یوری آندروپوف                     | اتحاد جماهیر شوروی                           | ۱۹۱۴–۱۹۸۴  | |
| ۱۹۸۴ |     | Peter Ueberroth                   | ایالات متحده آمریکا                          | ۱۹۳۷–      | مسئول بازی‌های المپیک تابستانی ۱۹۸۴ |
| ۱۹۸۵ |     | دنگ ژیائوپینگ                     | چین                                          | ۱۹۰۴–۱۹۹۷  | |
| ۱۹۸۶ |     | کرازون آکینو                      | فیلیپین                                      | ۱۹۳۳–۲۰۰۹  | |
| ۱۹۸۷ |     | میخائیل گورباچف                   | اتحاد جماهیر شوروی                           | ۱۹۳۱–۲۰۲۲  | مسئول پرسترویکا |
| ۱۹۸۸ |     | محیط زیست‌گرایی زمین               |                                              |            | سیاره سال |
| ۱۹۸۹ |     | میخائیل گورباچف                   | اتحاد جماهیر شوروی                           | ۱۹۳۱–۲۰۲۲  | مسئول فروپاشی بلوک شرق |
| ۱۹۹۰ |     | جرج هربرت واکر بوش                | ایالات متحده آمریکا                          | ۱۹۲۴–۲۰۱۸  | مسئول درگیری آمریکا در جنگ خلیج فارس (۱۹۹۰–۱۹۹۱) |
| ۱۹۹۱ |     | تد ترنر                           | ایالات متحده آمریکا                          | ۱۹۳۸–      | بنیان‌گذار سی‌ان‌ان |
| ۱۹۹۲ |     | بیل کلینتون                       | ایالات متحده آمریکا                          | ۱۹۴۶–      | پیروز انتخابات ریاست‌جمهوری ایالات متحده آمریکا (۱۹۹۲) |
| ۱۹۹۳ |     | صلح‌جویان                          | جزیره ایرلند · آفریقای جنوبی · جمهوری ایرلند |            | |
| ۱۹۹۴ |     | ژان پل دوم                        | سریر مقدس/ لهستان                            | ۱۹۲۰–۲۰۰۵  | پاپ کلیسای کاتولیک ۱۹۷۸–۲۰۰۵ |
| ۱۹۹۵ |     | نیوت گینگریچ                      | ایالات متحده آمریکا                          | ۱۹۴۳–      | رئیس مجلس نمایندگان ایالات متحده آمریکا |
| ۱۹۹۶ |     | David Ho                          | تایوان/ ایالات متحده آمریکا                  | ۱۹۵۲–      | پیشگام پژوهش در زمینه ایدز |
| ۱۹۹۷ |     | آندرو گروو                        | مجارستان/ ایالات متحده آمریکا                | ۱۹۳۶–۲۰۱۶  | مدیر عامل اینتل |
| ۱۹۹۸ |     | بیل کلینتون                       | ایالات متحده آمریکا                          | ۱۹۴۶–      | رسوایی جنسی بیل کلینتون |
| ۱۹۹۸ |     | کنث استار                         | ایالات متحده آمریکا                          | ۱۹۴۶– ۲۰۲۲ | |
| ۱۹۹۹ |     | جف بزوس                           | ایالات متحده آمریکا                          | ۱۹۶۴–      | بنیان‌گذار و مدیرعامل آمازون.کام |
| ۲۰۰۰ |     | جرج دبلیو بوش                     | ایالات متحده آمریکا                          | ۱۹۴۶–      | پیروز انتخابات ریاست‌جمهوری ایالات متحده آمریکا (۲۰۰۰) |
| ۲۰۰۱ |     | رودی جولیانی                      | ایالات متحده آمریکا                          | ۱۹۴۴–      | شهردار نیویورک هنگام حملات ۱۱ سپتامبر در ۲۰۰۱ |
| ۲۰۰۲ |     | افشاگران                          | ایالات متحده آمریکا                          |            | افشاگران رسوایی انرون |
| ۲۰۰۳ |     | نیروهای نظامی ایالات متحده آمریکا | ایالات متحده آمریکا                          |            | نماینده آمریکا در جنگ عراق (۲۰۰۳–۲۰۱۱) |
| ۲۰۰۴ |     | جرج دبلیو بوش                     | ایالات متحده آمریکا                          | ۱۹۴۶–      | انتخاب دوباره |
| ۲۰۰۵ |     | فعالیت بشردوستانه                 | جمهوری ایرلند · ایالات متحده آمریکا          |            | بونو، بیل گیتس و ملیندا گیتس به پاس تلاش‌های بشردوستانه و کمک به کاهش فقر و بهبود بهداشت |
| ۲۰۰۶ |     | شما (شخص سال تایم)                |                                              |            | پدیدآورندگان وب جهان‌گستر |
| ۲۰۰۷ |     | ولادیمیر پوتین                    | روسیه                                        | ۱۹۵۲–      | فهرست رئیس‌جمهورهای فدراسیون روسیه از ۲۰۰۰–۲۰۰۸. |
| ۲۰۰۸ |     | باراک اوباما                      | ایالات متحده آمریکا                          | ۱۹۶۱–      | پیروز انتخابات ریاست‌جمهوری ایالات متحده آمریکا (۲۰۰۸). |
| ۲۰۰۹ |     | بن برننکی                         | ایالات متحده آمریکا                          | ۱۹۵۳–      | رئیس فدرال رزرو طی بحران مالی ۲۰۱۲–۲۰۰۷ |
| ۲۰۱۰ |     | مارک زاکربرگ                      | ایالات متحده آمریکا                          | ۱۹۸۴–      | سازنده فیس‌بوک |
| ۲۰۱۱ |     | معترضان                           |                                              |            | بهار عربی، جنبش تی پارتی، جنبش اشغال، اعتراضات در روسیه (۲۰۱۳–۲۰۱۱) |
| ۲۰۱۲ |     | باراک اوباما                      | ایالات متحده آمریکا                          | ۱۹۶۱–      | پیروز انتخابات ریاست‌جمهوری ایالات متحده آمریکا (۲۰۱۲) |
| ۲۰۱۳ |     | پاپ فرانسیس                       | واتیکان/ آرژانتین                            | ۱۹۳۶–      | پس از استعفای پاپ بندیکت شانزدهم، به‌عنوان رهبر کاتولیک‌های جهان برگزیده شد. |
| ۲۰۱۴ |     | مبارزان بیماری ابولا              |                                              |            | بیماری ویروسی ابولا یا تب هموراژیک ابولا نوعی بیماری انسانی است که از ویروس ابولا ناشی می‌شود. نام ویروس این بیماری از یکی از رودخانه‌های کشور زئیر (جمهوری دموکراتیک کنگو) گرفته شده و برای نخستین بار در کشور کنگو دیده شد.                        |
| ۲۰۱۵ |     | آنگلا مرکل                        | آلمان                                        | ۱۹۵۴-      | صدراعظم آلمان |
| ۲۰۱۶ |     | دونالد ترامپ                      | ایالات متحده آمریکا                          | ۱۹۴۶-      | ترامپ در در ۸ نوامبر ۲۰۱۶ به عنوان رئیس‌جمهوری ایالات متحده آمریکا انتخاب شد. |
| ۲۰۱۷ |     | سکوت شکنندگان                     |                                              |            | افرادی که سکوت را شکستند و آزارجنسی برخی چهره‌های سرشناس و فعالان سیاسی، سینمایی و رسانه‌ای را افشا کردند. |
| ۲۰۱۸ |     | محافظان                           |                                              |            | روزنامه‌نگارانی که هدف خشونت قرار گرفتند |
| ۲۰۱۹ |     | گرتا تونبرگ                       | سوئد                                         | ۲۰۰۳-      | کنشگر محیط زیست و بنیانگذار کارزار اعتصاب مدارس برای اوضاع جوی |
| ۲۰۲۰ |     | جو بایدن                          | ایالات متحده آمریکا                          | ۱۹۴۲-      | در سال ۲۰۲۰، بایدن و هریس به ترتیب به عنوان رئیس‌جمهور و معاون رئیس‌جمهور ایالات متحده انتخاب شدند. در ژانویه ۲۰۲۱، هریس به عنوان اولین معاون رئیس‌جمهورِ زن و اولین معاون رئیس‌جمهور سیاه‌پوست و آسیایی آمریکایی انتخاب شد.                             |
| ۲۰۲۰ |     | کامالا هریس                       | ایالات متحده آمریکا                          | ۱۹۶۴-      | در سال ۲۰۲۰، بایدن و هریس به ترتیب به عنوان رئیس‌جمهور و معاون رئیس‌جمهور ایالات متحده انتخاب شدند. در ژانویه ۲۰۲۱، هریس به عنوان اولین معاون رئیس‌جمهورِ زن و اولین معاون رئیس‌جمهور سیاه‌پوست و آسیایی آمریکایی انتخاب شد.                             |
| ۲۰۲۱ |     | ایلان ماسک                        | ایالات متحده آمریکا                          | ۱۹۷۱-      | بنیان‌گذار، مدیرعامل اسپیس‌اکس؛ سرمایه‌گذار، مدیرعامل تسلا، آی‌ان‌سی.؛ بنیان‌گذار د بورینگ کمپانی؛ یکی از بنیان‌گذاران مشترک نیورالینک و اوپن‌ای‌آی و مدیرعامل ارشد و مالک شرکت توییتر                                                                      |
| ۲۰۲۲ |     | ولودیمیر زلنسکی و روح اوکراین     | اوکراین                                      | ۱۹۷۸-      | رئیس‌جمهور اوکراین در جریان حملهٔ روسیه به اوکراین |
| ۲۰۲۳ |     | تیلور سوئیفت                      | ایالات متحده آمریکا                          | زادهٔ ۱۹۸۹  | سوئیفت در سال ۲۰۱۷ نیز به‌عنوان یکی از «سکوت‌شکنندگان»، شخص سال شده بود. |
| ۲۰۲۴ |     | دونالد ترامپ                      | ایالات متحده آمریکا                          | ۱۹۴۶-      | در سال ۲۰۲۴ میلادی ترامپ مجدداً رئیس جمهور ایالات متحده شد و تبدیل به دومین رئیس جمهوری شد که پس از گروور کلیولند در یک دوره غیر متوالی دو مرتبه رئیس جمهور آمریکا شده است.                                                                         |